# Воронежко-Касторненска операция
Воронежко-Касторненската настъпателна операция е проведена от силите на Воронежкия и Брянския фронт в периода 24 януари – 17 февруари 1943 в хода на контранастъплението на Червената армия при Сталинград.

## Предистория
В хода на Сталинградската битка, след старателна подготовка, на 19 ноември 1942 г. съветските войски преминават в контранастъпление (операция Уран), завършило с обкръжаването на главните германски сили. Стратегическата инициатива преминава на страната на Червената армия и Ставката на Върховното главно командване планира серия от мащабни операции по средното и горното течение на Дон. Още по време на операция Зимна буря, в периода 16 – 31 декември Югозападният фронт провежда операция Малък Сатурн, с цел разгром на италианските, унгарските и хитлеристките войски по средното течение на Дон и на река Чир. Успехът на операцията оголва десния фланг на 2-ра унгарска армия и създава предпоставки за настъпление към Ростов, Донбас и Харков, което би отрязало целия южен фланг на Вермахта. На 10 януари, след мощна артилерийска и авиационна подготовка, Донският фронт на Рокосовски започва ликвидирането на обкръжените при Сталинград хитлеристки войски. Още докато трае операция Пръстен, в средата на януари 1943 г. Червената армия повежда ново голямо настъпление срещу германците и техните съюзници между реките Дон и Северский Донец – Острогожко-Росошанската настъпателна операция.

## Ход на битката
Блестящите резултати от Острогожко-Росошанската операция създават благоприятни условия за разгрома на хитлеристките войски в районите на Воронеж и Касторное. Тук се отбраняват основните сили на 2-ра германска армия в състав от 12 дивизии, обхванати от три страни от съветските войски.
На 24 януари войските на Воронежкия фронт и лявото крило на Брянския фронт преминават в настъпление и пробиват немската отбрана. В тясно взаимодействие двата фронта разгръщат настъплението в направление на Курск и едновременно нанасят удар от север и юг в посока Касторное.
Още на 25 януари 60-а съветска армия напълно очиства Воронеж от немците. Въпреки силния студ и снежните виелици съветските войски стремително се придвижват напред. Предприемайки решителен щурм, на 28 януари частите на Червената армия влизат в Касторное и към утрото на следващия ден го освобождават напълно. Основните пътища за отход на противника са отрязани и на югоизток от града са обкръжени 7 германски и 2 унгарски дивизии.

## Последици
Без оперативна пауза, с цел да не се позволи на германците да прегрупират силите си и да заемат нови позиции за отбрана, войските на Воронежкия фронт, във взаимодействие с 6-а армия на Югозападния фронт, продължават стремителното си настъпление на запад и югозапад. На 8 февруари е освободен Курск, а на 9-и – Белгород. От югоизток 3-та танкова армия форсира Северский Донец и се устремява към Харков. Войските на Югозападния фронт също развиват с успех настъпателни действия срещу силите на Оста – 6-а армия от 29 януари до 6 февруари се придвижва с боеве на 127 километра и заема Изюм на 5 февруари.
В резултат на операцията е разгромена крупна немско-фашистка групировка, съветските войски се придвижват с 240 км на запад и са освободени Воронеж и голяма част от Воронежка и Курска области. Немското командване започва оттегляне на 4-та танкова армия и армейска група Холит от източен Донбас. Към 17 февруари германците изоставят Новочеркаск и Ростов и заемат отбранителен рубеж по река Миус източно от Таганрог. Мощните удари на съветските войски в Острогожко-Росошанската и Воронежко-Касторненската операция, както и в операция „Звезда“ (настъплението към Харков), рязко отслабват немската група армии „Дон“. За да предотврати пълния ѝ разгром, германското командване започва спешно да прехвърля на уязвимите направления сили от други участъци на Източния фронт. От Мценск е предислоцирана 4-та танкова дивизия, от Орел – 26-а пехотна. От Франция в района на Харков спешно е прехвърлен 2-ри танков корпус на Паул Хаусер в състав от елитните СС танкови дивизии „Лайбщандарт СС Адолф Хитлер“, „Дас Райх“ и „Мъртва глава“.
На 18 февруари лично фюрерът Адолф Хитлер пристига в главния щаб на командващия група армии „Дон“ фелдмаршал Ерих фон Манщайн в Запорожие. На двудневно съвещание е решено усилията на Вермахта да се съсредоточат в борба с пробива на съветските войски. По това време предните части на Червената армия се намират само на 60 км от града и Хитлер бързо отлита обратно.
В резултат на зимното настъпление на Червената армия на Източния фронт през есента на 42-ра и зимата на 43-та е поставено началото на коренен прелом в хода на Втората световна война. За по-малко от 3 месеца (19 ноември – 17 февруари) на южното крило на фронта съветските войски се придвижват на някои направления с повече от 600 – 700 км на запад, освободена е огромна територия от Кавказ до Курск, напълно са унищожени 5 вражески армии (6-а германска и 4 съюзни на Хитлер италиански, унгарски и румънски армии) и са разгромени редица други армии и съединения. На север е пробита блокадата на Ленинград (18 януари), а германците са принудени да изоставят Ржевско-Вяземския рубеж и Демянския плацдарм, с което фронтът се измества още 130 – 160 км на запад и окончателно е премахната заплахата от ново германско настъпление към Москва. Вермахтът губи около 1/4 от целия си личен състав на Източния фронт, а военния и политически престиж на Третия Райх бележи рязко падение. Стратегическата инициатива преминава окончателно в ръцете на съветското командване, бойците и командирите натрупват ценен боен опит, съветската авиация неутрализира превъзходството на Луфтвафе във въздуха, а Червената армия всеки ден увеличава количествено и качествено превъзходството си над Вермахта в личен състав, танкове и артилерия.